# كينتو ناكانيشي
كينتو ناكانيشي (باليابانية: 中西 健人) (مواليد 9 يوليو 1992) هو لاعب كرة قدم ياباني سابق، كان يلعب في مركز خط الوسط.

## وصلات خارجية
- كينتو ناكانيشي على موقع رابطة كرة القدم اليابانية للمحترفين (اليابانية)